# Areial
Pour les articles homonymes, voir Areia.
Areial est une ville brésilienne de l'est de l'État de la Paraíba.
Sa population était estimée à 6 234 habitants en 2007. La municipalité s'étend sur 34 km2.